# Байшія
Байшія (кит.: 白石崖溶洞) —  карстова печера у повіті Сяхе Ганьнань-Тибетської автономної префектури провінції Ганьсу (КНР).
Це буддійське святилище Тибету і високогірний палеоантропологічний пам'ятник на північно-східному краю Тибетського нагір'я
.
Печера Байшія розташована в районі селища Ганьцзя (甘加镇) у гирлі річки Цзянла (притока річки Янцюй), має довжину понад 1 км. За 80 м від входу зимова денна температура печери зазвичай становить 8-9 °C, що підходить для проживання у суворі зими плато Тибету. 1982-го року Панчен-лама X вшанував це місце 

.
Використавши у палеогенетиці методи протеоміки, дослідники проаналізували білки з половини щелепи з Сяхе, знайденої в 1980 році у печері Байшія, датованої віком приблизно 160 тис. років. 
Виявилося, що володар щелепи був найближчим до денисовської людини

 
У тибетського денисовця нижній другий корінний зуб має три корені. 
Трикореневі нижні моляри рідко зустрічаються у не азійських Homo sapiens (менше 3,5%), але можуть перевищувати 40% в азійських популяціях (у Китаї) і Новому Світі 
. 
У гомініна з Сяхе (Hiahe), також як у гомініна з Пенху (Тайвань), на нижній щелепі з Печери з вогнищем (Cave of Hearth) у місці розкопок Макапансгат (ПАР) 

і у ланьтянської людини (КНР), відзначено вроджену відсутність третього моляра 
. 
Мітохондріальна ДНК денісівської людини була секвенована із зразків осадової породи з печери Байшія, взятих із шарів 2, 3, 4 (бл. 60 тис. років тому), 7 (бл. 100 тис. років тому) 
. 
Значна частина уривків мтДНК із верхніх шарів (імовірний вік – 50 000 – 30 000 років тому) у печері Байшія належала Homo sapiens. 
У шарах 4, 6, 7 та 10 виявили ДНК видів тварин, які не були присутні у цьому районі з ~10 тис. років тому, включаючи вимерлих гієн та носорогів, кістки яких були ідентифіковані у шарі 10. 
Шари 8 та 9 не містили мтДНК ссавців. 
У печері було знайдено 1310 кам'яних артефактів 

.